# Alchemilla semispoliata
Alchemilla semispoliata é uma espécie de rosácea do gênero Alchemilla, pertencente à família Rosaceae.